# 203 mm/53 Ansaldo Mod. 1927/1929
203 mm/53 Ansaldo Mod. 1927/1929 e корабно оръдие с калибър 203,2 mm разработено и произвеждано в Италия от фирмата Ansaldo. Състои на въоръжение в Кралските ВМС на Италия на тежките крайцери от типа „Зара“ и крайцера „Болцано“. Използва се по време на Втората световна война. Като артилерийска система се отличава с цяла поредица сериозни недостатъци, значително намаляващи бойният потенциал на италианските тежки крайцери.

## Конструкция
203 mm оръдие Mod. 1927/1929 се състои от вкладна цев, вътрешна тръба, по цялата си дължина заключена в кожух, скрепяващ пръстен, и казенник. Оръдието има хоризонтален бутален затвор система Уелин (на английски: Welin breech block) с хидравлична трансмисия.
Нарезката е постоянна, със стъпка от 30 калибра. Замяната на вкладната цев може да се извършва направо на кораба.
Като метателен барут в началото на 1930-те г. се използва сместа марка „С“, близка до британския кордит от началото на Първата световна война и състояща се от 25,5% нитроглицерин, 68,5% нитроцелулоза, 5 % вазелин и 1% бикарбонат на натрия.
Съществен недостатък на италианската артилерия е липсата на безпламенен барут – една от причините, поради които тежките крайцери са считани за непригодни за нощен бой.